# Chris Sharrock
Pour les articles homonymes, voir Sharrock.
Chris Sharrock (né le 30 mai 1964 à Bebington, Merseyside, Angleterre) est un batteur qui a remplacé Zak Starkey après l'enregistrement du dernier album du groupe anglais Oasis, Dig Out Your Soul.
Il a aussi été le batteur du groupe Beady Eye, maintenant dissous, formé par les anciens membres du groupe Oasis après la dissolution de celui-ci. Il fut également le batteur du groupe The La's ainsi que batteur de Robbie Williams. Il a également un fils, Jay, batteur également dans le groupe The Sand Band (en) et aux côtés de Miles Kane.